# Rockville (Indiana)
Rockville é uma cidade  localizada no estado americano de Indiana, no Condado de Parke.

## Demografia
Segundo o censo americano de 2000, a sua população era de 2765 habitantes.
Em 2006, foi estimada uma população de 2650, um decréscimo de 115 (-4.2%).

## Geografia
De acordo com o United States Census Bureau tem uma área de
3,7 km², dos quais 3,7 km² cobertos por terra e 0,0 km² cobertos por água. Rockville localiza-se a aproximadamente 218 m acima do nível do mar.

## Localidades na vizinhança
O diagrama seguinte representa as localidades num raio de 16 km ao redor de Rockville.